# Римская элегия

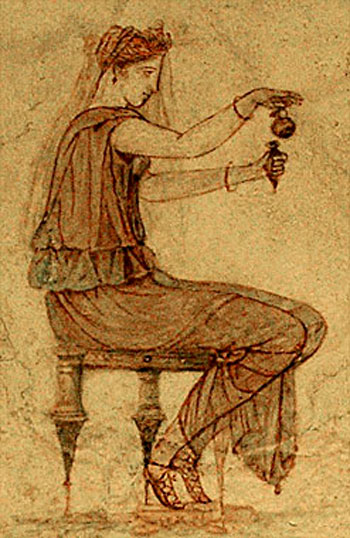
Девушка с флаконом духов. Римская фреска

Элегия — лирический поэтический жанр, отражающий личные переживания человека.
Любовная элегия возникла в Древнем Риме между переходом от республики к принципату. Источниками римской элегии могут быть названы новые комедии, любовные эпиграммы. В отличие от греческих образцов римская элегия носит автобиографические элементы, стихотворения объединяются в единый цикл или книгу с постоянными героями (поэт, возлюбленная, друзья, покровители).
Можно выделить общие черты героев элегий. Как правило, главный герой желает создать прочный союз с возлюбленной, но не может в силу определенных обстоятельств. Обычно он беден или разорен, ведет праздную жизнь, сознательно уклоняясь от карьеры политика, солдата, оратора и т. п. Главная героиня представляет собой недоступную красавицу, которая по причине своего характера или определенных жизненных обстоятельств (ревнивый муж, сторожащий свою жену, или сводня; дальнее странствие главной героини или героя) не может находиться с главным героем. Невозможность союза является ключевой темой стихотворений, причины разлуки могут меняться даже в рамках одной книги. Возлюбленная наделена значимым псевдонимом, она является вдохновительницей стихотворений, именно ей главный герой посвящает свои элегии.
Тема неразделенной любви является сосредоточием произведений. Герой не может быть уверен в завтрашнем дне, он не знает, будет ли союз прочен. Возлюбленная полностью властвует над героем, он не может исцелиться от любви к своей госпоже. Тема «любовного рабства», дающего свободу от всего остального, призвана подчеркнуть независимость и свободу персонажа в других сферах его жизни. Грань между стихотворный образом и личностью создателя элегии размыта. Читателям надо разгадывать об истинном имени возлюбленной поэта, о подлинности историй, рассказанных в стихотворениях.
Адресатом книги может выступать друг поэта или его покровитель. Как правило, он носитель традиционной римской доблести и благочестия. Воплощая собой традиционные римские идеалы, он предстает как смелый воин и самоотверженный гражданин. Помимо патрона, в произведениях могут появляться иные персонажи, которым также могут быть посвящены произведения. Как правило, перед читателями предстают личности, являющие собой полную противоположность главному герою, а именно философы, эпические поэты и т. д.
До Овидия, содержание римских элегий не сводилось лишь к любовной тематике. Главный герой, скрывающийся под маской страдающего влюбленного, говорил о злободневных вещах, современной ему жизни, нравах, царящих в обществе, актуальных проблемах, событиях литературного мира, политических делах. Одними из главных римских элегиков могут быть названы Корнелий Галл, Альбий Тибулл, Секст Проперций и Овидий.

## Корнелий Галл
Родоначальником римской элегии принято считать Корнелия Галла (около 70-26 до н. э.). До нас дошли только несколько его стихотворений из четырех, написанных им элегий. Из десяти стихов один сохранился в позднеантичной цитате, а девять были найдены на папирусе в Египте в 1978 году.

## Альбий Тибулл
Сведений о жизни Альбия Тибулла (55/ 50-18 до н. э.) осталось немного. Известно, что он принадлежал к всадническому сословию, его покровителем был политик, оратор и литератор Марк Валерий Мессала Корвин. Сейчас считается, что из трех книг под именем Тибулла, его перу принадлежат первая и вторая книги, а также несколько стихотворений из третьей. Вышедшая в 26 г. или 25 г. до н. э. первая книга Тибулла включает в себя десять элегий. Главная героиня элегий скромная, благочестивая, деревенская девушка Делия упоминается в пяти элегиях книги. Главный герой, погруженный в мечтания и воспоминания, желает быть с возлюбленной. В элегиях описывается несуществующий мир грез и мечтаний, меланхолически настроенного героя:
Ты, о Мессала, рожден воевать на морях и на суше,
Чтобы доспехи врага твой разукрасили дом;
Я же — закованный раб: в оковах красавицы милой,
Будто привратник, сижу близ непреклонных дверей.
Слава меня не влечет, моя Делия: быть бы с тобою, -
Может, кто хочет, меня вялым, ленивым бранить.
Героиней второй книги Тибулла является девушка Немесида. В греческой мифологии данное имя носила богиня возмездия. В шести элегиях второй книги герой рассуждает о невозможности существования подобного идеала возлюбленной, который он изобразил в первой книге. Деревенская тихая жизнь, мир и покой, которые представлялись ему блаженством в первой книге, теперь кажутся ему тягостным и обременительным существованием. В стихах Тибулла появляется насмешливый тон, иронические и саркастические ноты. Стихи Тибулла просты и вместе с тем изящны.

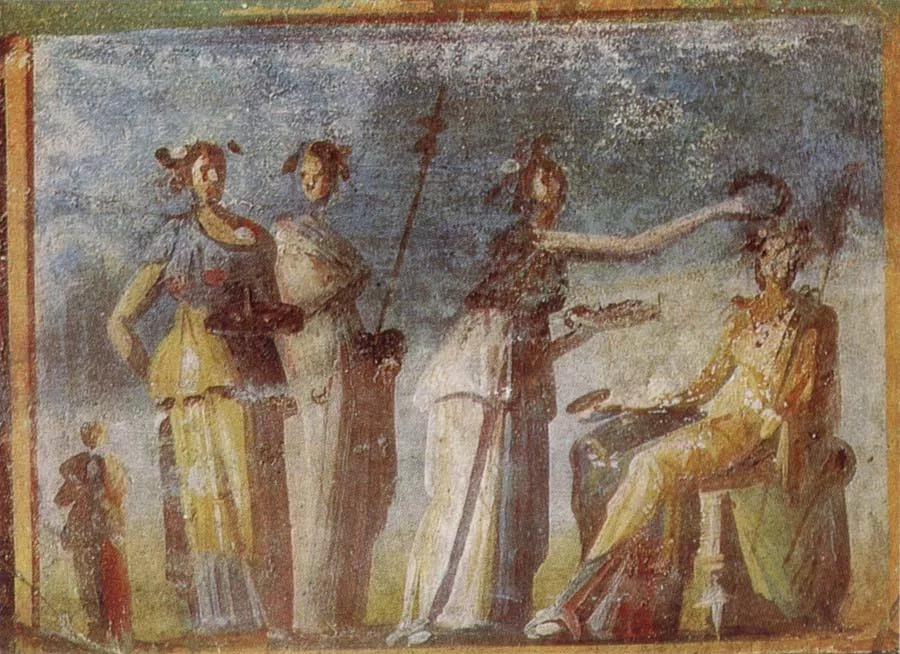
Жертвоприношение Дионису. Фреска из Геркуланума

## Секст Проперций
В 28 г. до н. э. была написана первая из четырех книг элегий Секста Проперция (49/ 47-16 до н. э.). Проперций родился в знатной семье, рано занялся литературой. Первая книга элегий прославила своего автора, публика обратила внимание на Проперция, его заметил Меценат. Главной героиней первой книги может быть названа Кинфия, возлюбленная главного героя. Кинфия прекрасная девушка, она талантлива в искусстве пения и танца. Все свои произведения поэт посвящает ей, она уникальна и неповторима, никто не может сравниться с ее красотой и талантами. Герой неоднократно сравниваем свою возлюбленную с героинями мифов из-за ее красоты и изящества. Главный герой не в силах противиться своему чувству, он не может полюбить другую, Кинфия стала для героя всем:
Мне ж ни другую любить, ни от этой уйти невозможно:
Кинфия первой была, Кинфия — это конец.
Страдая из-за своего чувства, поэт нередко омрачает и свою возлюбленную. Книга заканчивается двумя небольшими стихотворениями о гражданской войне, обрывающими тему любовных страданий и неразделенности чувства. Вторая книга элегий носит более легкий характер. Главный герой говорит о непостоянстве чувства, в произведении множество шуток и насмешек. В четвертой книге герой желает последовать примеру Каллимаха, он хочет описать римские обычаи подобно тому, как Каллимах описал греческие в «Причинах». В элегиях появляются другие персонажи. Герой подчеркивает переменчивость человеческой натуры, бесконечное непостоянство. Книги элегий Проперция содержат множество редких имен, сюжетные линии стихов полны непредсказуемых поворотов. Переписчики нередко изменяли произведения Проперция, вставляли свои более понятные варианты. Многие тексты в результате такого вмешательства были испорчены, из-за чего часто невозможно выявить изначальный замысел автора.
Невозможно переоценить значение римской элегии в развитии европейской литературы. Римская элегия сыграла ключевую роль в формировании и развитии европейской любовной лирики.

## Использованная литература
- Энциклопедия. Том 15. Всемирная литература. Ч. 1. От зарождения словесности до Гёте и Шиллера / Глав. ред. М. Д. Аксенова. — М.: Аванта+, 2002. — 672 с. —С.: 139—142
- Тронский И. М. История античной литературы. — М., 1988. — 483 с. — С.: 402—405